# Louis Marcussen
Louis Marcussen med kunstnernavnet Ovartaci (26. september 1894 – 25. november 1985) var en dansk kunstner, som havde sit primære virke under en livslang indlæggelse på Jydske Asyl i Risskov.
Som nyudlært malersvend emigrerede han i 1925 til Argentina, men blev psykisk syg og indlagdes efter sin hjemkomst i 1929, på det psykiatriske hospital i Risskov, hvor han levede til sin død. Mens han var indlagt, amputerede han sit genitalia i 1951, og fik derefter i år 1957 foretaget en kønskorrigerende operation, da han ønskede at blive en kvinde. Få år før sin død udtalte han sig dog efter sigende til en sygeplejerske: ”Jeg hedder Louis Marcussen – og er et mandfolk”, og begyndte at fremtone sig maskulint igen.
Hans første malerier under opholdet var naturalistiske fremstillinger af blomster og bygninger, men han udviklede med tiden til sin egen billedverden, præget af langstrakte menneskefigurer, undertiden med dyriske træk. Han udførte både skulpturer og udklippede figurer, bl.a. til dukketeater. Han har med sit kunstnernavn lagt navn til Museum Ovartaci. 
Ovartaci var det meste af sit liv relativt velfungerende, og hans fabulerende billeder og skulpturer vidner om dyb indsigt i østlig mysticisme, reinkarnationsteorier og kunsthistorie. I sine 56 år på hospitalet opnåede han med sine kunstværker at skabe sig en særstatus på hospitalet.